# Leland (Carolina del Nord)
Leland és una població dels Estats Units a l'estat de Carolina del Nord. Segons el cens del 2009 tenia 5.936 habitants.

## Demografia
Segons el cens del 2000, Leland tenia 1.938 habitants, 781 habitatges i 549 famílies. La densitat de població era de 186,6 habitants per km².
Dels 781 habitatges en un 30,3% hi vivien nens de menys de 18 anys, en un 52,6% hi vivien parelles casades, en un 12,3% dones solteres, i en un 29,7% no eren unitats familiars. En el 22,3% dels habitatges hi vivien persones soles el 7,4% de les quals corresponia a persones de 65 anys o més que vivien soles. El nombre mitjà de persones vivint en cada habitatge era de 2,48 i el nombre mitjà de persones que vivien en cada família era de 2,85.
Per edats la població es repartia de la següent manera: un 24,6% tenia menys de 18 anys, un 8,5% entre 18 i 24, un 31,2% entre 25 i 44, un 25,1% de 45 a 60 i un 10,6% 65 anys o més.
L'edat mediana era de 36 anys. Per cada 100 dones de 18 o més anys hi havia 98,8 homes.
La renda mediana per habitatge era de 32.574 $ i la renda mediana per família de 38.077 $. Els homes tenien una renda mediana de 27.379 $ mentre que les dones 22.961 $. La renda per capita de la població era de 18.462 $. Entorn del 15,1% de les famílies i el 18,8% de la població estaven per davall del llindar de pobresa.

## Poblacions més properes
El següent diagrama mostra les poblacions més properes.